# Stuttgarter Stäffele

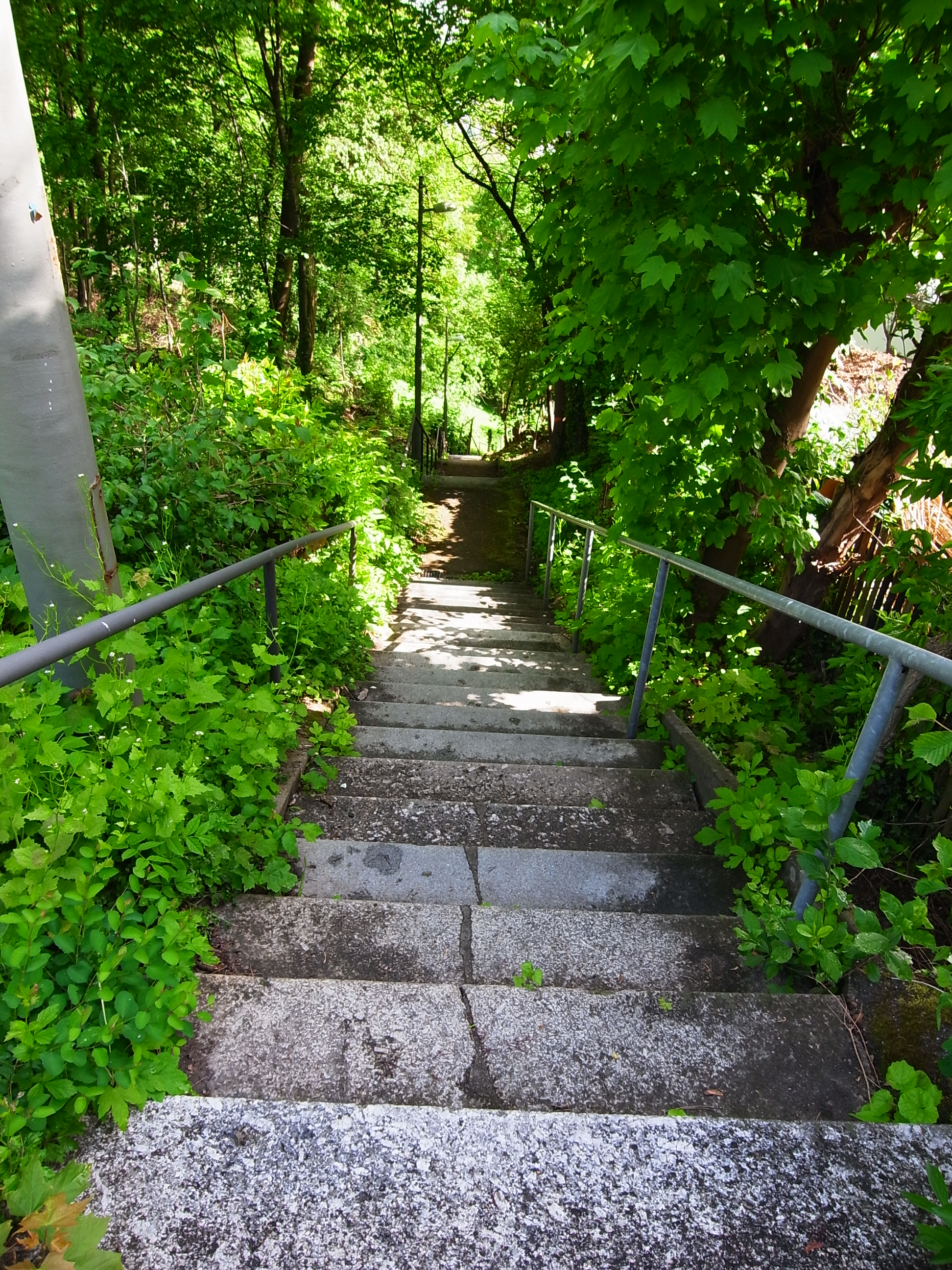
Die Buchenhofstaffel (Endstück zum Hasenberg)

Die Stuttgarter Stäffele sind mehr als 400 Treppenanlagen in der baden-württembergischen Landeshauptstadt Stuttgart. Aktuelle Schätzungen sprechen von bis zu 600 Treppenanlagen im gesamten Stadtgebiet.
Damit konkurriert Stuttgart mit Wuppertal um den Titel der treppenreichsten Stadt Deutschlands. Der Ursprung der Stäffele geht auf eine Zeit zurück, als die Hänge rund um Stuttgart von Weinbauern bewirtschaftet wurden. Als sich Stuttgart ab Mitte des 19. Jahrhunderts ausdehnte und dabei die Hänge zunehmend urbanisiert wurden, wichen die alten Weinbergstaffeln Fußwegen und Treppen zu den neuen höhergelegenen Wohngebieten. Die Querverbindungen zwischen den Straßen weisen häufig kunstvolle Architektur auf.
Der Begriff Stäffele leitet sich ab vom Wort Staffel, der im süddeutschen Sprachbereich gängig ist. Laut Duden wird darunter Treppe, auch der Absatz einer Treppe, verstanden. Im schwäbischen Dialekt wurde daraus Stäffele. Der Begriff ist einerseits Diminutiv, andererseits eine Verniedlichung, weswegen er als Koseform zu verstehen ist, wie beispielsweise auch das Viertele (0,25 Liter Wein).
Sehr bekannte Stäffele sind die Eugenstaffel (welche nur umgangssprachlich so bekannt ist, es handelt sich genau genommen um die Eugenstraße), die Oscar-Heiler-Staffel und die Willy-Reichert-Staffel zur Karlshöhe, die Sängerstaffel, die Georg-Elser-Staffel, die Sünderstaffel, die Taubenstaffel, die Emil-Molt-Staffel und die Buchenhofstaffel.
Die vielen Stäffele haben den Bewohnern Stuttgarts den Ortsnecknamen Stäffelesrutscher eingebracht. Zudem sind die meisten der Stäffele oft nicht mit offiziellen Straßenschildern gekennzeichnet, da es sich vielfach um die Fortsetzung bestehender Straßen (z. B. Eugenstraße) oder um unbenannte beziehungsweise Stäffele ohne direkte Grundstückszugänge handelt.
Dem Stuttgarter Mundartdichter und Mundartforscher Friedrich E. Vogt (1905–1995) wurde ebenfalls eine eigene Staffel gewidmet. Er schrieb ein Lied über die „steilen Stuttgarter Stäffele“. Gesungen wurde es unter anderem von Willy Reichert und Oscar Müller.
Seit den 1980er-Jahren werden auf den Stäffele verschiedene Stadtspaziergänge, die so genannten „Stäffelestouren“ angeboten. Diese sind neben den klassischen Stadtführungen eher kleine Wanderungen und werden sowohl von der Stadt Stuttgart sowie von zahlreichen selbstständigen Stadtführern angeboten. Stäffele dienen in Stuttgart nicht nur der Fortbewegung, sondern werden auch gerne als Aussichts- und Treffpunkte genutzt.

## Übersicht der Stuttgarter Stäffele

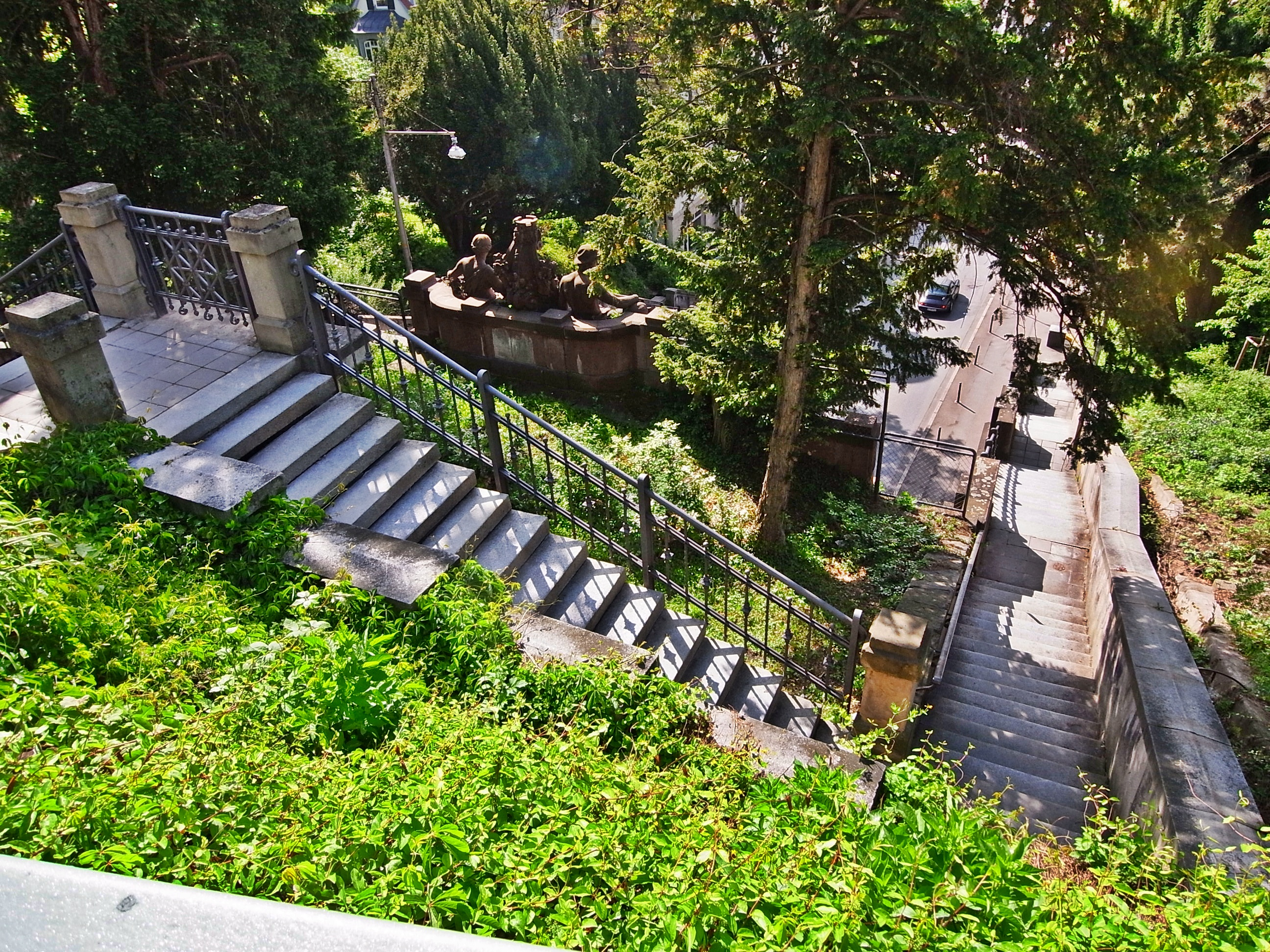
Blick auf das Stäffele am Schwabtunnel (Südportal) am unteren Fuß des Hasenbergs
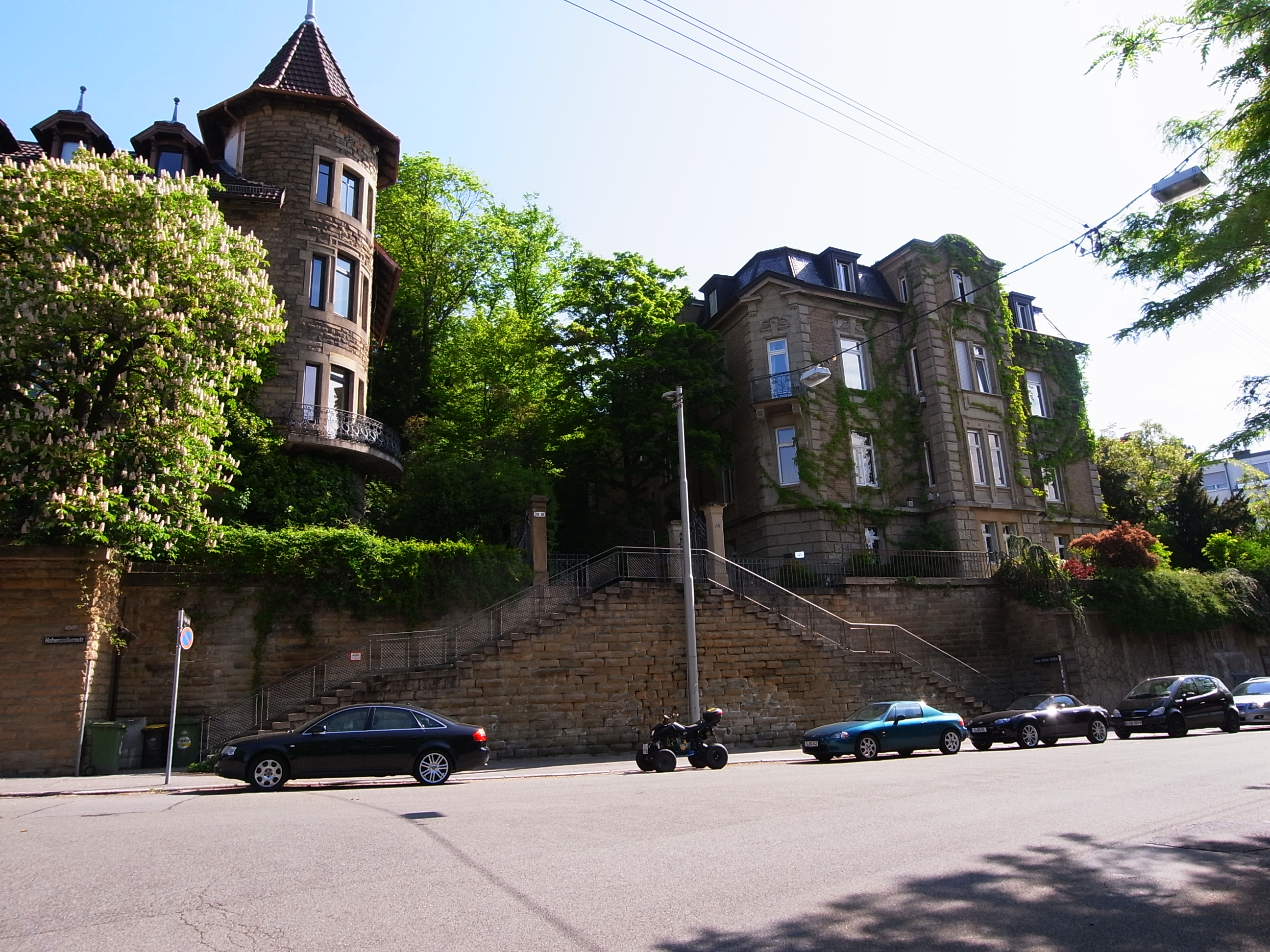
Der markante Zugang zur Oscar-Heiler-Staffel zwischen Hohenzollern- und Humboldtstraße
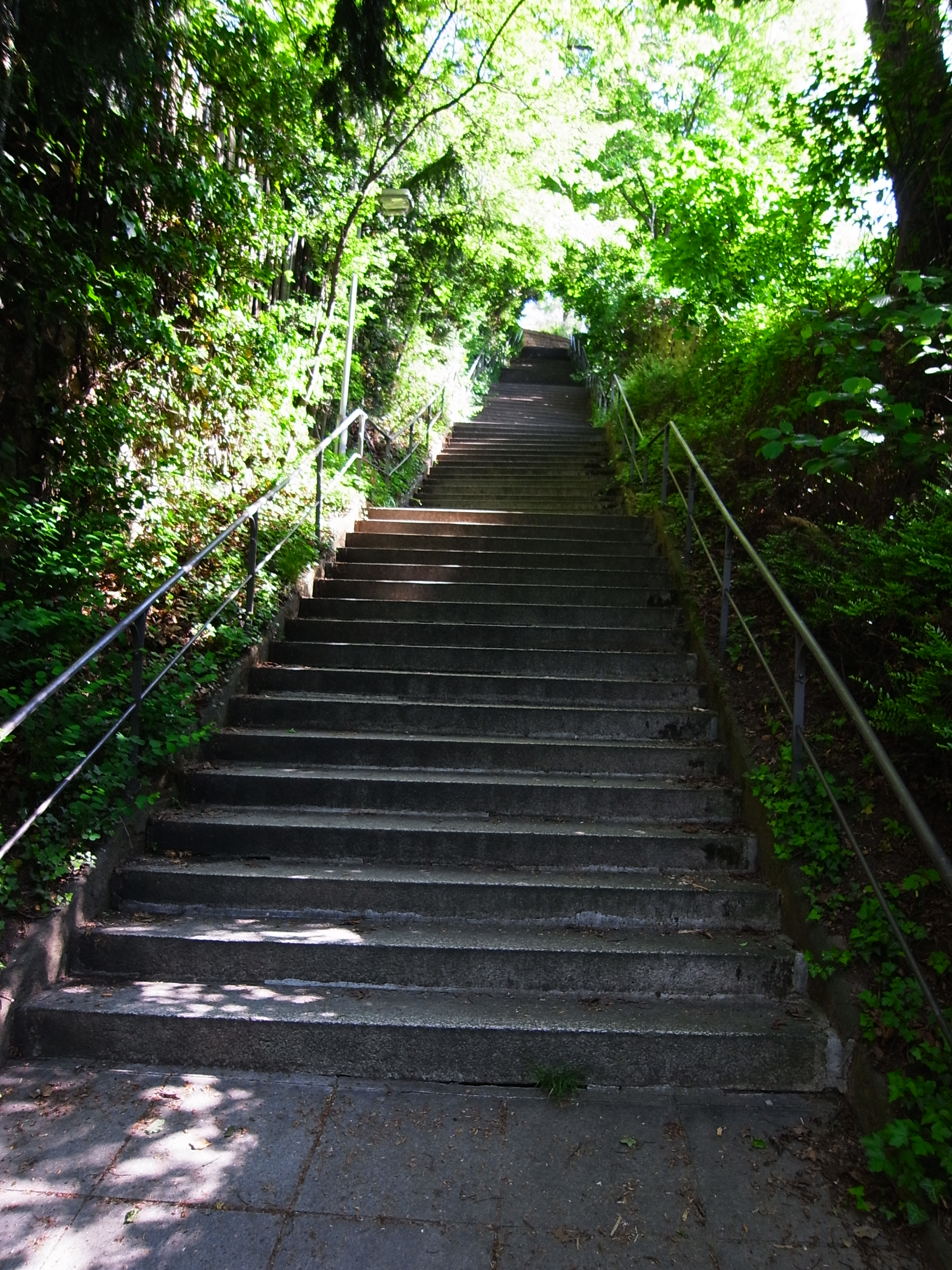
Fortlauf der Oscar-Heiler-Staffel zur Karlshöhe
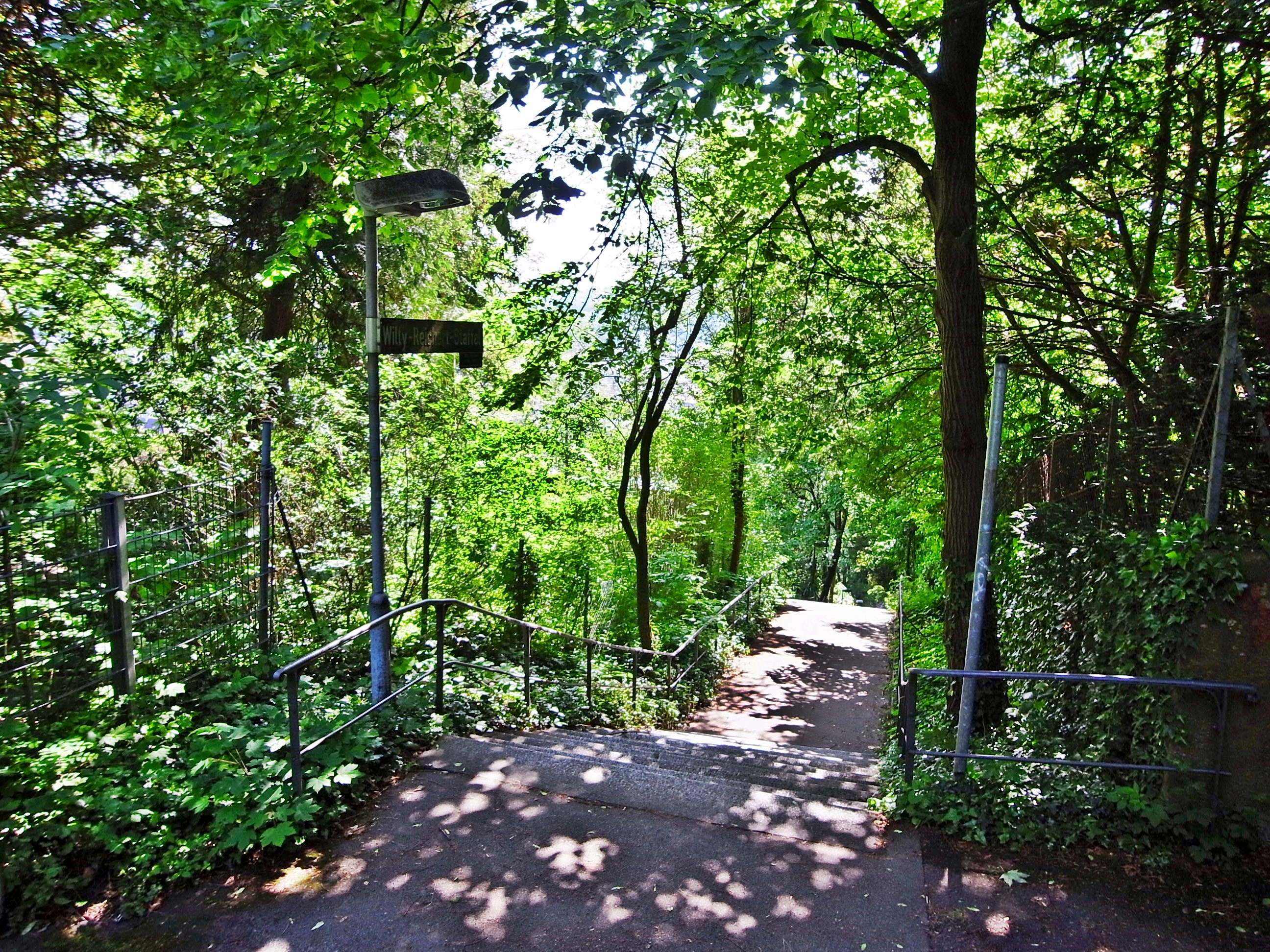
Oberstes Ende der Willy-Reichert-Staffel mit Ausgang auf die Karlshöhe
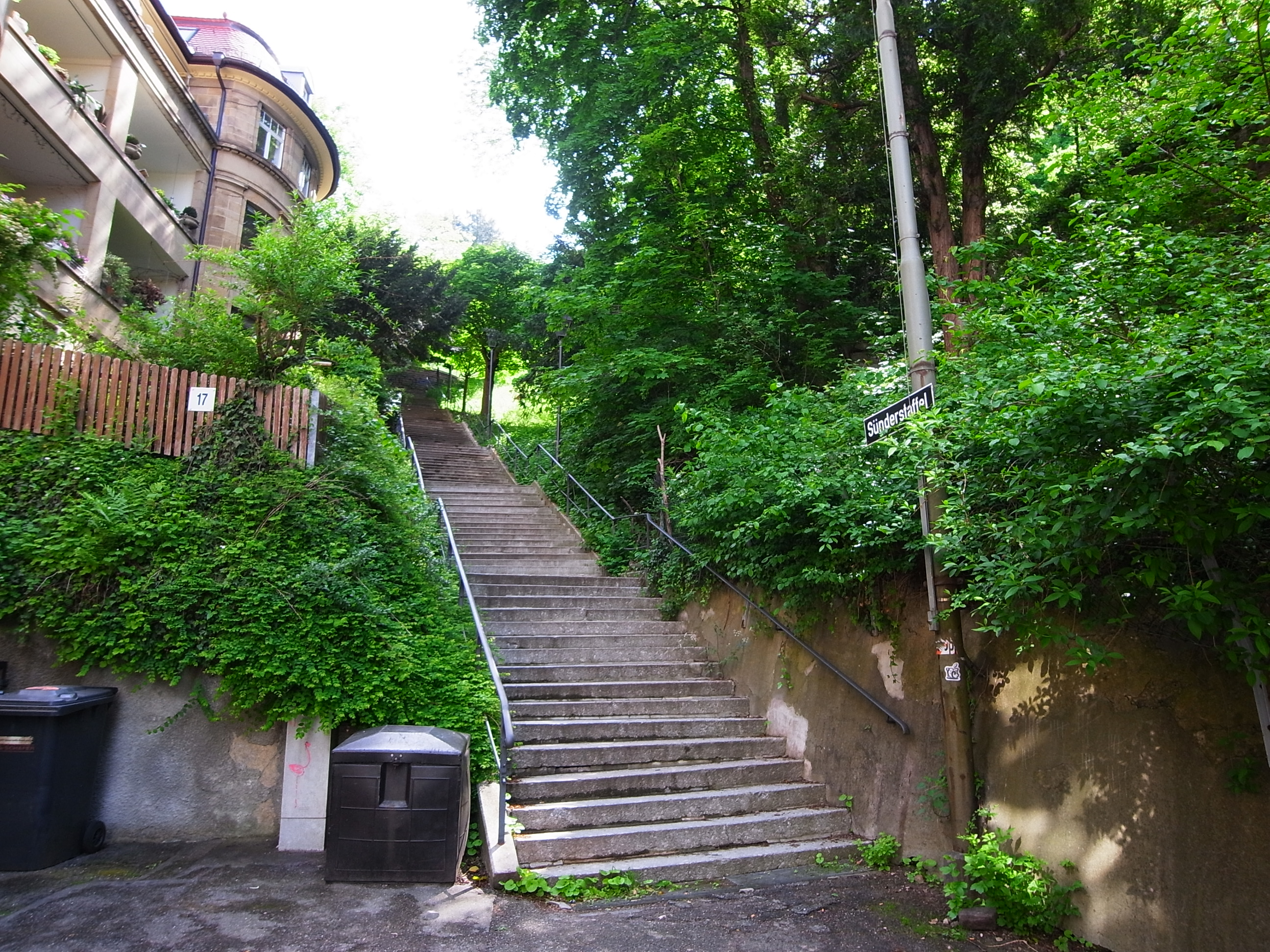
Die Sünderstaffel bildet einen der Treppenzustiege in die Gänsheide
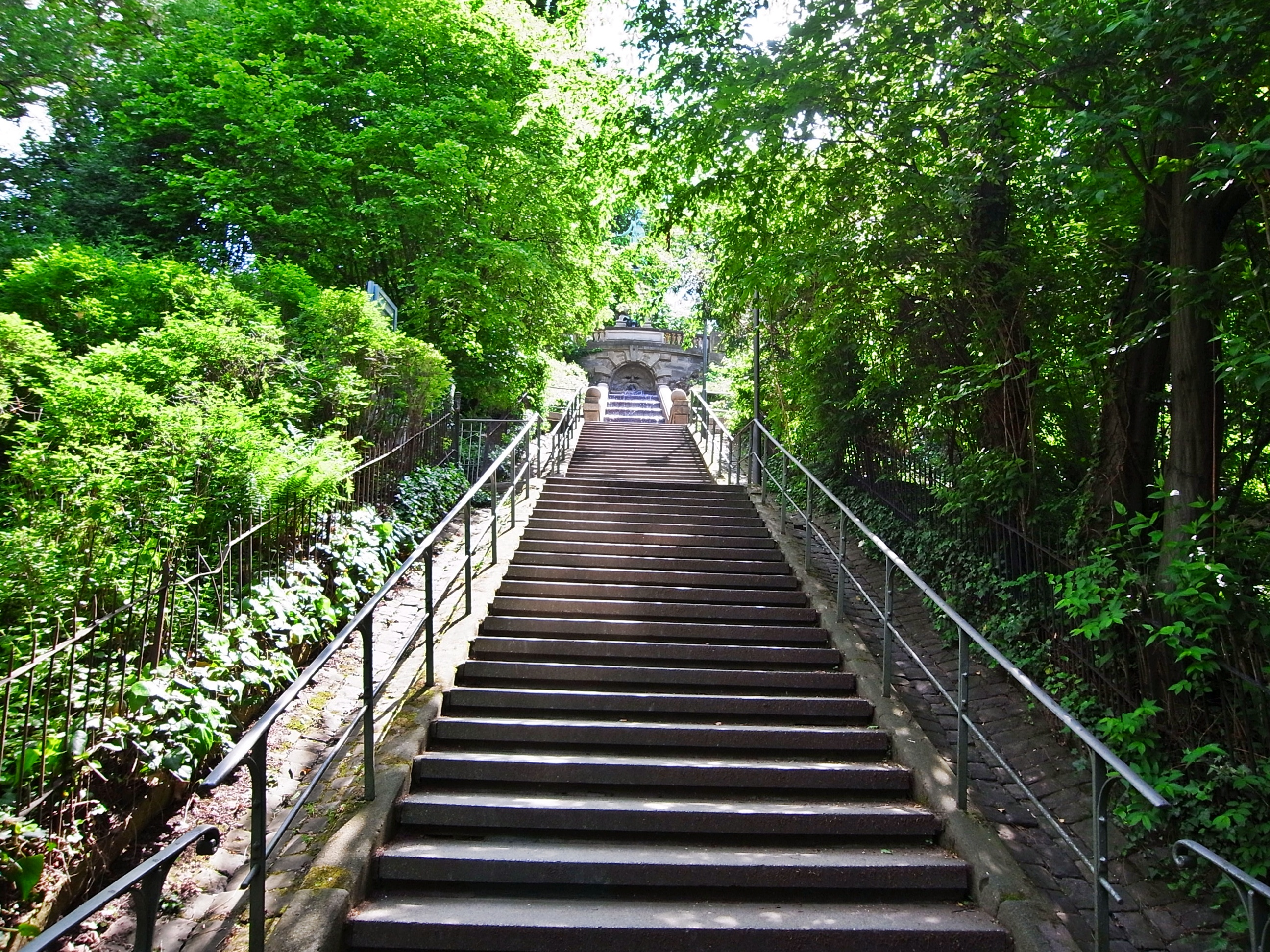
Besonders prunkvoll läuft die Eugenstaffel aus, wo den Passanten der Galateabrunnen erwartet
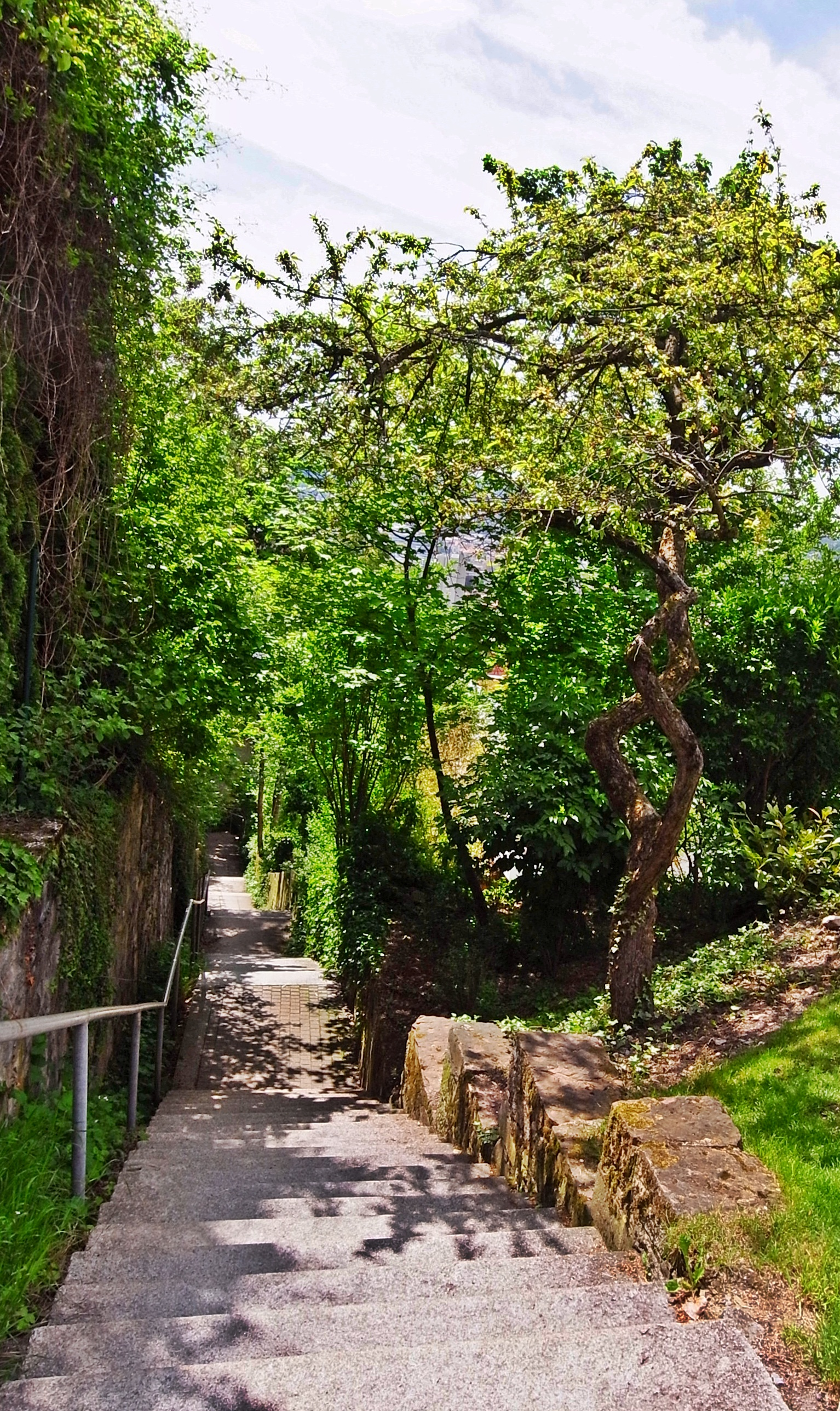
Die letzten Stufen der Ehrenhaldenstaffel in Stuttgart-Nord

| Name der Staffel                  | Status    | Stadtbezirk                               | Unteres Ende                                    | Oberes Ende                        | Stufen  | Länge (Meter) | Höhe (Meter) | Bild | Namensgeber (Jahr der Benennung) |
| --------------------------------- | --------- | ----------------------------------------- | ----------------------------------------------- | ---------------------------------- | ------- | ------------- | ------------ | ---- | --- |
| Adlerstaffel                      |           | Stuttgart-Süd                             | Adlerstraße                                     | Schickhardtstraße                  |         |               | 35           |      | – |
| Albert-Ebert-Staffel              | offiziell | Stuttgart-Münster                         | Freibergstraße                                  | Lechweg                            |         |               | 8            |      | Albert Ebert (benannt 1993, deutscher Maler) |
| Alice-Haarburger-Staffel          | offiziell | Stuttgart-Degerloch (Hoffeld)             | Nauener Straße                                  | Hoffeldstraße                      |         |               | 23           |      | Alice Haarburger (benannt 1987, deutsche Malerin) |
| Altenbergstaffel                  | offiziell | Stuttgart-Süd                             | Altenbergstraße                                 | Neue Weinsteige                    | 258     | 116           | 35           |      | Alter Weinberg, bevor der Weinbau nach heutigem Stand kultiviert wurde |
| Altenburger Staffel               | offiziell | Stuttgart-Bad Cannstatt                   | Altenburger Steige                              | Altenburger Steige                 |         |               | 14           |      | Ortsteil Altenburg d. mittelalterlichen Gemeinde Brye und Altenburg |
| Am Bopserweg                      |           | Stuttgart-Süd                             |                                                 |                                    |         |               | 27           |      | – |
| Am Mühlkanal                      |           | Stuttgart-Ost                             |                                                 |                                    |         |               |              |      | – |
| Aspenwaldstaffel                  |           | Stuttgart-Botnang                         | Aspenwaldstraße                                 | Vaihinger Landstraße               |         |               |              |      | – |
| Augustenstaffel                   |           | Stuttgart-Süd                             | Kaltenlochweg                                   | Augustenweg                        |         |               |              |      | – |
| Bärenstäffele                     | offiziell | Stuttgart-Feuerbach                       | Dieterlesstraße                                 | Forsthausstraße                    |         |               | 6            |      | Bär (benannt 1986, Raubtierart) |
| Birkendörfle                      |           | Stuttgart-Nord                            |                                                 |                                    |         |               | 5            |      | – |
| Bismarckstaffel                   |           | Stuttgart-West                            | Obere Bismarckstraße                            | Reinsburgstraße                    |         |               |              |      | Otto von Bismarck (deutscher Reichskanzler) |
| Bopserklinge                      |           | Stuttgart-Süd                             |                                                 |                                    |         |               | 42           |      | – |
| Bopserstaffel                     |           | Stuttgart-Süd                             |                                                 |                                    | 60      |               |              |      | – |
| Bruddlerstaffel                   | offiziell | Stuttgart-Mitte                           | Kernerstraße                                    | Haußmannstraße                     | 111     |               | 20           |      | Bruddler (benannt 2019, allgemeiner schwäbischer Begriff für Meckerer oder Nörgler) |
| Bruckmannweg                      |           | Stuttgart-Nord                            |                                                 |                                    |         |               | 2            |      | – |
| Buchauer Staffel                  | offiziell | Stuttgart-Wangen                          | Kirchweinberg                                   | Buchauer Straße                    |         |               | 6            |      | Stadt Bad Buchau |
| Buchenhofstaffel                  | offiziell | Stuttgart-West                            | Rotenwaldstraße                                 | Hasenbergsteige                    |         |               | 51           |      | Hotel Buchenhof (benannt 1979, ehem. Luftkurhotel an der Hasenbergsteige) |
| Buchwaldstaffel                   | offiziell | Stuttgart-Ost (Gablenberg)                | Bergstraße                                      | Im Buchwald                        |         |               | 18           |      | Buchenwald (benannt 1948, Waldart) |
| Burghaldenstaffel                 | offiziell | Stuttgart-Feuerbach                       | Fahrionstraße                                   | Burghaldenweg                      |         |               | 60           |      | Burghalde (benannt 1938, ehem. Burg Frauenberg) |
| Claudiusstraße                    |           | Stuttgart-West                            | Claudiusstraße                                  | Klopstockstraße                    | 176     | 74            |              |      | – |
| Claire-Waldoff-Weg                |           | Stuttgart-Botnang                         |                                                 |                                    |         |               |              |      | Claire Waldoff (deutsche Chanson-Sängerin) |
| Cottastaffel                      |           | Stuttgart-Süd                             | Alexanderstraße, Cottastraße                    | Neue Weinsteige                    | 50      | 23            | 8            |      | – |
| Dillmannstaffel/Falkertstaffel    |           | Stuttgart-West                            | Falkertstraße                                   | Hölderlinstraße                    | 87      |               |              |      | – |
| Dobelstaffel                      | offiziell | Stuttgart-Mitte                           | Sonnenbergstraße                                | Stafflenbergstraße                 | 104/106 | 44            | 17           |      | Dobel oder Tobel (benannt 2016, Bezeichnung für ein tief eingeschnittenes Tal) |
| Dürrbeinstaffel                   | offiziell | Stuttgart-Birkach, Stadtteil Schönberg    | Schönbergstraße                                 | Hallimaschweg                      |         |               | 14           |      | Dürrbein (benannt 1957, volkstümliche Bezeichnung für den Speisepilz Nelkenschwindling) |
| Eltingerstaffel                   |           | Stuttgart-Botnang                         | Eltinger Straße                                 | Donizettistraße                    |         |               |              |      | – |
| Ehrenhaldenstaffel                | offiziell | Stuttgart-Nord                            | Schottstraße                                    | Robert-Bosch-Straße                |         |               | 25           |      | Ehrenhalde (benannt 1934, vom Flurname Herrenhalde, geistliche Herren eines Klosters) |
| Else-Himmelheber-Staffel          | offiziell | Stuttgart-Süd                             | Arminstraße                                     | Mörikestraße                       | 166     | 92            | 26           |      | Else Himmelheber (benannt 1997, Widerstandskämpferin) |
| Else-Kienle-Staffel               | offiziell | Stuttgart-Ost                             | Werastraße                                      | Landhausstraße                     |         |               | 12           |      | Else Kienle (benannt 2016, Frauenrechtlerin) |
| Elsterstaffel                     | offiziell | Stuttgart-Süd                             | Böblingerstraße                                 | Elsterweg                          |         |               | 57           |      | Elster (benannt 1931, Vogelart) |
| Emil-Molt-Staffel                 | offiziell | Stuttgart-Mitte (Kernerviertel)           | Werastraße                                      | Hausmannstraße                     | 148/152 | 66            | 26           |      | Emil Molt (benannt 2005, deutscher Unternehmer, Sozialreformer, Theosoph und Anthroposoph) |
| Emma-Aberle-Weg                   |           | Stuttgart-Botnang                         | Emma-Aberle-Weg                                 | Vaihinger Landstraße               |         |               |              |      | – |
| Erbenolweg                        |           | Stuttgart-Nord (Weißenhofsiedlung)        |                                                 |                                    |         |               | 30           |      | – |
| Ernst-Schädle-Staffel             | offiziell | Stuttgart-Vaihingen                       | Anweiler Weg                                    | Höhenrand                          | 217     |               | 41           |      | Ernst Schädle (benannt 1951, Förderer des kulturellen Lebens der Gemeinde Vaihingen) |
| Eugenstraße                       |           | Stuttgart-Mitte                           | Urbanstraße                                     | Eugensplatz                        |         |               | 39           |      | Wilhelm Eugen von Württemberg (württembergischer Stabsoffizier) |
| Faißtweg                          |           | Stuttgart-Botnang                         |                                                 |                                    |         |               | 24           |      | Immanuel Faißt (deutscher Komponist und Mitbegründer der Stuttgarter Musikschule) |
| Feuerbacher Weg                   |           | Stuttgart-Nord                            | Parlerstraße                                    | Feuerbacher Heide                  |         |               | 25           |      | – |
| Frauenbergweg                     |           | Stuttgart-Nord                            | Tazzelwurm                                      | Robert-Bosch-Straße                |         |               |              |      | |
| Finkenstaffel                     |           | Stuttgart-Süd                             | Böheimstraße                                    | Finkenstraße                       | 42      | 19            |              |      | – |
| Fleckenwaldweg                    |           | Stuttgart-Botnang                         |                                                 |                                    |         |               |              |      | – |
| Franz-Dingelstedt-Weg             |           | Stuttgart-Ost                             |                                                 |                                    |         |               | 16           |      | – |
| Friedhofstaffel                   | offiziell | Stuttgart-Untertürkheim                   | Im Häldle                                       | Gehrenwaldstraße                   |         |               | 16           |      | Weg zum Untertürkheimer Friedhof (benannt 1910) |
| Friedrich-E.-Vogt-Stäffele        | offiziell | Stuttgart-Süd                             | Tannenstraße                                    | Hohenzollernstraße                 | 178     | 80            | 25           |      | Friedrich E. Vogt (benannt 1997, Stuttgarter Mundartdichter und Mundartforscher) |
| Friedrich-Keller-Staffel          | offiziell | Stuttgart-Nord                            | Auf der Kanzel                                  | Friedrich-Ebert-Straße             |         |               | 24           |      | Friedrich von Keller (benannt 1988, deutscher Maler) |
| Friedrich-Wolf-Staffel            | offiziell | Stuttgart-Feuerbach                       | Thomas-Mann-Straße/Banzhaldenstraße             | Tucholskystraße/Thomas-Mann-Straße |         |               | 17           |      | Friedrich Wolf (benannt 1983, deutscher Arzt und Schriftsteller) |
| Fritz-Münch-Staffel               | offiziell | Stuttgart-Süd                             | Pfaffenweg                                      | Alte Weinsteige                    |         |               | 23           |      | Fritz Münch (benannt 1992, Schneidermeister aus Stuttgart) |
| Fritz-Wisten-Staffel              | offiziell | Stuttgart-West                            | Rotebühlstraße                                  | Reinsburgstraße                    |         |               | 12           |      | Fritz Wisten (benannt 2007, österreichisch-jüdischer Schauspieler und Theaterregisseur) |
| Geißhirtlesweg                    | offiziell | Stuttgart-Hedelfingen (Rohracker)         | Sillenbucher Straße                             | Rohrackerstraße                    |         |               |              |      | Stuttgarter Gaishirtle (benannt 1937, Birnensorte) |
| Georg-Elser-Staffel               | offiziell | Stuttgart-Ost                             | Diemershaldenstraße                             | Gerokstraße                        | 214     | 108           | 24           |      | Georg Elser (benannt 1999, Widerstandskämpfer) |
| Gerokstaffel                      | offiziell | Stuttgart-Mitte                           | Diemershaldenstraße                             | Gerokstraße                        | 125/128 | 85            | 23           |      | Karl von Gerok (benannt 1909, deutscher Theologe und Lyriker) |
| Ginsterstaffel                    | offiziell | Stuttgart-Ost (Gablenberg)                | Anna-Blos-Weg                                   | Im Buchwald                        | 199     |               | 63           |      | Ginster (benannt 1991, Pflanzengattung) |
| Grafeneckstraße                   |           | Stuttgart-Ost                             | Haußmannstraße                                  | Grafeneckstraße/Bauschweg          | 76      |               | 12           |      | |
| Gröberstaffel                     |           | Stuttgart-Ost                             | Richard-Wagner-Straße                           | Gröberstraße/Sandbergerstraße      |         |               |              |      | |
| Haigststaffel                     | offiziell | Stuttgart-Degerloch                       | Alte Weinsteige                                 | Auf dem Haigst                     | 130     | 73            | 23           |      | Flurname Haigst (benannt 1911) |
| Haldenwaldstaffel                 |           | Stuttgart-Möhringen                       | Triberger Straße                                | Haldenwald/Nähe Falkenstraße       |         |               |              |      | – |
| Happoldstaffel                    | offiziell | Stuttgart-Feuerbach                       | Klagenfurter Straße                             | Happoldstraße                      |         |               | 18           |      | August Happold (benannt 1938, Fabrikant) |
| Hasenbergstaffel                  | offiziell | Stuttgart-West                            | Reinsburgstraße                                 | KEINE STAFFEL MEHR VORHANDEN       |         |               | 0            |      | Hasenberg (benannt 1907, Stuttgarter Erhebung) |
| Hasenstraße                       |           | Stuttgart-Süd                             |                                                 |                                    |         |               | 10           |      | – |
| Hebbelstaffel                     |           | Stuttgart-West                            | Hebbelstraße                                    | Grimmstraße                        |         |               |              |      | – |
| Helene-Schoettle-Staffel          | offiziell | Stuttgart-Süd                             | Schickhardtstraße                               | Gebelsbergstraße                   | 97      | 72            | 17           |      | Helene Schoettle (benannt 1998, Stadträtin) |
| Herderstaffel                     | offiziell | Stuttgart-West                            | Vogelsangstraße                                 | Herderstraße                       |         |               |              |      | Johann Gottfried Herder (benannt 1927, deutscher Dichter, Übersetzer, Theologe und Geschichts- und Kultur-Philosoph) |
| Herweghstaffel                    |           | Stuttgart-West                            | Seyfferstraße                                   | Herweghstraße                      |         |               |              |      | – |
| Hessenlaustaffel                  | offiziell | Stuttgart-Vaihingen                       | Knappenweg                                      | Hesenlauweg                        |         |               | 13           |      | Flurname (benannt 1975, Lau = kleiner Wald) |
| Himmelsleiter                     |           | Stuttgart-Zuffenhausen                    |                                                 |                                    |         |               | 17           |      | – |
| Himmelstaffel                     | offiziell | Stuttgart-Vaihingen                       | Knappenweg                                      | Weinbergweg                        |         |               | 25           |      | Himmel (benannt 1975, Firmament) |
| Hirschbrunnenstaffel              | offiziell | Stuttgart-Wangen                          | Buchauer Straße                                 | Unteres Letterle                   |         |               | 10           |      | Hirsch (benannt 2014, Paarhufer) |
| Hoelzelweg                        |           | Stuttgart-Nord                            |                                                 |                                    |         |               |              |      | – |
| Honoldweg                         |           | Stuttgart-West                            | Vorsteigstraße                                  | Zeppelinstraße                     |         |               |              |      | Gottlob Honold (deutscher Ingenieur) |
| Hornbergstraße                    |           | Stuttgart-Ost                             |                                                 |                                    |         |               |              |      | – |
| Im Fuchsrain                      |           | Stuttgart-Ost                             |                                                 |                                    |         |               | 15           |      | Fuchs (Raubtier) |
| Im Kaisemer                       |           | Stuttgart-Nord                            | Im Kaisemer                                     | Birkenwald Straße                  |         |               | 28           |      | – |
| Im Kienle                         |           | Stuttgart-Süd                             | Im Unteren Kienle                               | Im Oberen Kienle                   |         |               |              |      | |
| Im Schellenkönig                  |           | Stuttgart-Mitte, Stuttgart-Ost (Grenzweg) | Im Schellenkönig                                | Stafflenbergstraße                 |         |               | 13           |      | Schellen (Spielkartenfarbe) |
| Josefstaffel                      |           | Stuttgart-Degerloch                       |                                                 |                                    |         |               | 13           |      | – |
| Karl-Adler-Staffel                | offiziell | Stuttgart-West                            | Gaußstraße                                      | Gustav-Siegle-Straße               |         |               | 31           |      | Karl Adler (benannt 1990, jüdischer Musikwissenschaftler) |
| Karl-Donndorf-Weg                 | offiziell | Stuttgart-Ost                             | Ameisenbergstraße                               | Uhlandshöhe                        | 97      |               |              |      | Karl Donndorf (Bildhauer) |
| Kelterstaffel                     |           | Stuttgart-Süd                             | Böheimstraße                                    | Kelterstraße                       | 74      | 37            |              |      | – |
| Kolbstaffel                       |           | Stuttgart-Süd                             | Kolbstraße                                      | Hohenstaufenstraße                 |         |               |              |      | – |
| Kotzenloch                        |           | Stuttgart-Feuerbach                       |                                                 |                                    |         |               | 22           |      | – |
| Kriegerstaffel                    | offiziell | Stuttgart-Nord                            | Jägerstraße                                     | Kriegerstraße                      |         |               | 10           |      | Personenname Krieger (benannt 1937, nach dem Flurnamen) |
| Kronenstaffel                     |           | Stuttgart-Mitte                           | Kronenstraße ▼                                  | Panoramastraße ▼                   |         |               |              |      | – |
| Lehenstaffel                      |           | Stuttgart-Süd                             | Lehenstraße                                     | Pfaffenweg                         |         |               |              |      | |
| Leipziger Platz                   |           | Stuttgart-West                            | Leipziger Platz                                 | Rotebühlstraße                     |         |               | 5            |      | – |
| Lerchenstieg                      |           | Stuttgart-Sillenbuch                      | Am Eichenhain                                   | Hermann-Löns-Weg                   |         |               |              |      | – |
| Lessingstaffel                    |           | Stuttgart-Nord                            |                                                 |                                    |         |               | 6            |      | – |
| Lilienthalstraße                  |           | Stuttgart-West                            | Hauptmannsreute                                 | Doggenburgstraße                   |         |               | 34           |      | – |
| Liststaffel                       | offiziell | Stuttgart-Süd                             | Marienplatz / Filderstraße                      | Liststraße 62                      | 96      | 61            | 18           |      | Friedrich List (benannt 1904, deutscher Wirtschaftstheoretiker, Unternehmer, Diplomat und Eisenbahn-Pionier) |
| Lorenzstaffel                     | offiziell | Stuttgart-Mitte                           | Olgastraße                                      | Nagelstraße                        | 248     | 158           | 42           |      | Wilhelm Friedrich Lorenz (benannt 1979, Zimmermaler) |
| Mannheimer Staffel                | offiziell | Stuttgart-Bad Cannstatt                   | Löwentorstraße                                  | Mannheimer Straße                  |         |               | 8            |      | Mannheim (benannt 1939, Stadt in Baden-Württemberg) |
| Maria-Lemmé-Staffel               | offiziell | Stuttgart-Degerloch (Hoffeld)             | Nauenerstraße                                   | Am Wolfsberg                       |         |               | 23           |      | Maria Lemmé (benannt 1987, Malerin) |
| Max-Ackermann-Staffel             | offiziell | Stuttgart-Ost (Frauenkopf)                | Filderblickweg                                  | Frauenkopfstraße                   |         |               | 20           |      | Max Ackermann (benannt 2009, deutscher Maler und Grafiker) |
| Mönchsbergstaffel                 | offiziell | Stuttgart-Zuffenhausen                    | Hohenloher Straße                               | Bartensteiner Straße               |         |               | 7            |      | Mönchsberg (benannt 1912, Erhebung in Stuttgart) |
| Mohlstaffel                       |           | Stuttgart-Mitte                           | Hohenheimer Straße                              | Mohlstraße                         |         |               | 43           |      | Gebrüder Mohl |
| Mühlrainstaffel                   |           | Stuttgart-Süd                             | Alte Weinsteige                                 | Mühlrain                           |         |               | 17           |      | |
| Nagelstaffel                      |           | Stuttgart-Mitte                           | Sitzenburgstraße                                | Nagelstraße                        |         |               |              |      | |
| Nöllenstraße                      |           | Stuttgart-Botnang                         | Nöllenstraße                                    | Clare-Waldoff-Weg                  |         |               |              |      | – |
| Novalisstaffel                    | offiziell | Stuttgart-West                            | Klopstockstraße                                 | Zeppelinstraße                     |         |               | 39           |      | Novalis (benannt 1957, deutscher Schriftsteller der Frühromantik, Philosoph und Bergbauingenieur) |
| Oberer Reichelenbergweg           |           | Stuttgart-Mitte                           |                                                 |                                    |         |               | 22           |      | – |
| Österfeld Viadukt                 |           | Stuttgart-Vaihingen                       | Österfeld Viadukt                               | Gewann Österfeld                   |         |               | 7            |      | – |
| Offenburger Staffel               | offiziell | Stuttgart-Bad Cannstatt                   | Haldenstraße                                    | Züricher Straße                    |         |               | 20           |      | Offenburg (Stadt in der Ortenau, Baden) |
| Oscar-Heiler-Staffel              | offiziell | Stuttgart-Süd                             | Mörikestraße                                    | Karlshöhe                          | 271/279 | 135           | 48           |      | Oscar Heiler (benannt 1996, Volksschauspieler und Humorist) |
| Osianderstaffel                   |           | Stuttgart-West                            | Rotebühlstraße                                  | Hasenbergsteige                    |         |               |              |      | – |
| Oskar-Schindler-Weg               | offiziell | Stuttgart-Süd                             | Olgastraße                                      | Etzelstraße                        | 92      | 39            | 15           |      | Oskar Schindler (Industrieller und Retter von Juden im Dritten Reich) |
| Otto-Wahl-Staffel                 | offiziell | Stuttgart-Hedelfingen (Rohracker)         | Rohrackerstraße                                 | Speidelweg                         |         |               |              |      | NS-Widerstandskämpfer und KZ-Überlebender Otto Wahl (benannt 2020) |
| Pankokweg                         |           | Stuttgart-Mitte (Weißenhofsiedlung)       |                                                 |                                    |         |               |              |      | Bernhard Pankok (deutscher Maler, Graphiker, Architekt und Designer) |
| Paul-Löbe-Staffel                 | offiziell | Stuttgart-Mitte                           | Schützenstraße                                  | Werastraße                         | 146     | 95            | 20           |      | Paul Löbe (benannt 2010, deutscher Politiker und letzter demokratischer Reichstagspräsident. Vormals Richard-Schirrmann-Staffel, benannt 2008, jedoch wg. zweifelhaften aktivitäten im 3. Reich wurde der Name aberkannt) |
| Pfarrwegle                        |           | Stuttgart-Süd                             | Hasenstraße                                     | Gäubahnlinie                       | 203     | 149           | 49           |      | – |
| Räpplenstaffel                    |           | Stuttgart-Nord                            | Räpplenstraße                                   | Birkenwaldstraße                   |         |               |              |      | |
| Reichelenbergweg                  |           | Stuttgart-Mitte                           |                                                 |                                    |         |               |              |      | – |
| Robert-Heck-Weg                   |           | Stuttgart-Mitte                           |                                                 |                                    |         |               | 14           |      | – |
| Römerstaffel                      | offiziell | Stuttgart-Bad Cannstatt (Hallschlag)      | Haldenstraße                                    | Hartensteinstraße                  | 160     | 63            | 22           |      | Römer (benannt 2013, Volksstamm des Römischen Reich) |
| Römerstraße                       |           | Stuttgart-Süd                             | Römerstraße                                     | Hohenstaufenstraße                 |         |               |              |      | – |
| Rötestaffel                       |           | Stuttgart-West                            | Rötestraße                                      | Hasenbergsteige                    |         |               | 33           |      | – |
| Rotebühlstaffel                   |           | Stuttgart-West                            | Rotebühlstraße                                  | Reinsburgstraße                    |         |               | 15           |      | – |
| Rottannenweg                      |           | Stuttgart-Süd                             | Wernhaldenstraße                                | Rottannenweg                       |         |               |              |      | |
| Sängerstaffel                     |           | Stuttgart-Mitte                           | Willy-Brandt-Straße                             | Urbanstraße                        | 201     | 88            | 37           |      | Sänger (Künstler) |
| Salzmannweg                       |           | Stuttgart-Nord                            |                                                 |                                    |         |               | 5            |      | – |
| Schellbergstraße                  |           | Stuttgart-Ost                             |                                                 |                                    |         |               |              |      | – |
| Schickstaffel                     | offiziell | Stuttgart-Mitte                           | Olgastraße                                      | Dannecker Platz                    |         |               | 35           |      | Gottlieb Schick (benannt 1908, deutscher Maler des Klassizismus) |
| Schimmelhüttenweg                 |           | Stuttgart-Süd                             | Böheimstraße                                    | Schimmelhüttenweg                  |         |               |              |      | – |
| Schloßstaffel                     |           | Stuttgart-Mühlhausen                      |                                                 |                                    |         |               | 25           |      | – |
| Schoderstraße                     |           | Stuttgart-Nord                            | Mönchhaldenstraße                               | Birkenwaldstraße                   |         |               | 34           |      | – |
| Schulstaffel in Rohracker         |           | Stuttgart-Hedelfingen                     |                                                 |                                    |         |               | 49           |      | – |
| Sonnenbergstaffel                 |           | Stuttgart-Mitte                           | Bethesda-Krankenhaus                            | Sonnenbergstraße 3                 | ca. 50  | 30            | 10           |      | – |
| Sophienstaffel                    |           | Stuttgart-Mitte                           |                                                 |                                    |         |               | 5            |      | – |
| Staffelaufgang am Schwabtunnel    |           | Stuttgart-Süd                             | Schickhardtstraße                               | Wannenstraße                       |         |               | 17           |      | Gustav Schwab (Pfarrer, Dichter, Publizist und Herausgeber) |
| Staffel am Anweiler Weg           |           | Stuttgart-Vaihingen                       | Anweiler Weg                                    | Kaltentaler Abfahrt                | 6       |               |              |      | – |
| Staffelaufgang am Schwabtunnel    |           | Stuttgart-West                            | Schwabstraße                                    | Hasenbergsteige                    |         |               |              |      | – |
| Staffelaufgang zur Karlshöhe      |           | Stuttgart-Süd                             | Hasenbergsteige                                 | Karlshöhe                          |         |               |              |      | – |
| Staffel am Botnanger Sattel       |           | Stuttgart-West                            | Botnanger Straße                                | Am Kräherwald                      |         |               | 7            |      | – |
| Staffel am Reginusweg             |           | Stuttgart-Botnang                         |                                                 |                                    |         |               | 24           |      | – |
| Staffel am Zuckerberg             |           | Stuttgart-Cannstatt                       |                                                 |                                    |         |               | 29           |      | – |
| Staffel an der Botnanger Steige   |           | Stuttgart-Nord                            |                                                 |                                    |         |               | 9            |      | – |
| Staffel an der Hegelstraße        |           | Stuttgart-Mitte                           |                                                 |                                    |         |               |              |      | – |
| Staffel bei Rotenberg             |           | Stuttgart-Untertürkheim                   |                                                 |                                    |         |               | 24           |      | – |
| Staffel zu Unteres Bopsersträßle  |           | Stuttgart-Süd                             |                                                 |                                    |         |               |              |      | – |
| Staffel zum Augustenweg           |           | Stuttgart-Süd                             | Neue Weinsteige                                 | Augustenweg                        |         |               |              |      | – |
| Staffel zum Blauen Weg            |           | Stuttgart-Süd                             | Rebenreute                                      | Blauer Weg                         |         |               | 67           |      | – |
| Staffel zum Hummelwiesenweg       |           | Stuttgart-Möhringen                       | Waldweg ohne Namen/Nähe Christian-Belser-Straße | Hummelwiesen/Hummelwiesenweg       |         |               |              |      | – |
| Staffel zum Kirchweinberg         |           | Stuttgart-Wangen                          | Höhbergstraße                                   | Kirchweinberg                      | 100     |               |              |      | – |
| Staffel zum Kriegsbergturm        |           | Stuttgart-Nord                            | Pfeifferstraße                                  |                                    |         |               |              |      | – |
| Staffel zum Schnellweg            |           | Stuttgart-Süd                             | Böheimstraße                                    | Schnellweg                         | 74      | 37            |              |      | – |
| Staffel zum Steingrübenweg        |           | Stuttgart-Ost                             | Steingrübenweg                                  | Richard-Wagner-Straße              |         |               |              |      | |
| Staffel zum Liasweg               |           | Stuttgart-Vaihingen                       | Österfeld Viadukt                               | Liasweg/Schädleweg                 |         |               |              |      | – |
| Staffel zur Belchenstraße         |           | Stuttgart-Süd                             |                                                 |                                    |         |               | 31           |      | – |
| Staffel zur Birkenwaldstraße      |           | Stuttgart-Nord                            |                                                 |                                    |         |               | 5            |      | – |
| Staffel zur Böblinger Straße      |           | Stuttgart-Süd                             |                                                 |                                    |         |               | 18           |      | – |
| Staffel zur Claudiusstraße        |           | Stuttgart-West                            |                                                 |                                    |         |               | 22           |      | – |
| Staffel zur Fichtestraße          |           | Stuttgart-West                            | Honoldweg                                       | Fichtestraße                       |         |               | 32           |      | – |
| Staffel zur Frühlingshalde        |           | Stuttgart-Nord                            | Frühlingshalde                                  | Robert-Mayer-Straße                | 86      |               | 10           |      | – |
| Staffel zur Haldenstraße          |           | Stuttgart-Bad Cannstatt                   |                                                 |                                    |         |               |              |      | – |
| Staffel zur Hauptmannsreute       |           | Stuttgart-West                            | Dürrstraße                                      | Hauptmannsreute                    |         |               | 20           |      | – |
| Staffel zur Haußmannstraße        |           | Stuttgart-Mitte                           |                                                 |                                    |         |               | 18           |      | – |
| Staffel zur Helfferichstraße      |           | Stuttgart-Nord                            |                                                 | Helfferichstraße                   |         |               |              |      | – |
| Staffel zur Hermann-Kurz-Straße   |           | Stuttgart-Nord                            |                                                 |                                    |         |               | 5            |      | – |
| Staffel zur Hermann-Lenz-Höhe     |           | Stuttgart-Nord                            | Gaucherstraße                                   | Birkenwaldstraße                   |         |               | 29           |      | – |
| Staffel zur Kernenblickstraße     |           | Stuttgart-Sillenbuch                      |                                                 |                                    |         |               | 23           |      | – |
| Staffel zur Müllerstraße          |           | Stuttgart-Süd                             |                                                 |                                    |         |               | 18           |      | – |
| Staffel zur Neuen Weinsteige      |           | Stuttgart-Süd                             |                                                 |                                    |         |               |              |      | – |
| Staffel zur Nißlestraße           |           | Stuttgart-Ost                             |                                                 |                                    |         |               |              |      | – |
| Staffel zur Panoramastraße        |           | Stuttgart-Nord                            |                                                 |                                    |         |               | 32           |      | – |
| Staffel zur Reinsburgstraße       |           | Stuttgart-West                            | Rotenwaldstraße                                 | Reinsburgstraße                    |         |               |              |      | – |
| Staffel zur Regerstraße           |           | Stuttgart-Botnang                         |                                                 |                                    |         |               | 4            |      | – |
| Staffel zur Robert-Mayer-Straße   |           | Stuttgart-Ost                             | Richard-Wagner-Straße                           | Robert-Mayer-Straße                | 110     |               | 20           |      | – |
| Staffel zur Sandbergerstraße      |           | Stuttgart-Ost                             | Richard-Wagner-Straße                           | Sandbergerstraße                   |         | 80            |              |      | – |
| Staffel zur Schillereiche         |           | Stuttgart-Süd                             |                                                 |                                    |         |               | 31           |      | - |
| Staffel zur Schiltacher Straße    |           | Stuttgart-Süd                             | Hummelwiesen/Hummelwiesenweg                    | Schiltacher Straße                 |         |               |              |      | – |
| Staffel zur Speemannstraße        |           | Stuttgart-Ost                             |                                                 |                                    |         |               | 17           |      | – |
| Staffel zur Schützenstraße        |           | Stuttgart-Mitte (Kernerviertel)           | Werastraße                                      | Schützenstraße                     |         |               |              |      | – |
| Staffel zur Triberger Straße      |           | Stuttgart-Süd                             | Schiltacher Straße                              | Triberger Straße                   |         |               |              |      | – |
| Staffel zur Vogelsangstraße       |           | Stuttgart-West                            | Rückertstraße                                   | Vogelsangstraße                    |         |               | 21           |      | – |
| Staffel zur Walterstraße          |           | Stuttgart-Feuerbach                       |                                                 |                                    |         |               |              |      | – |
| Staffel/Steige zur Zeppelinstraße |           | Stuttgart-West                            |                                                 |                                    |         |               | 6            |      | – |
| Staffel zur Zumsteegstraße        |           | Stuttgart-Botnang                         |                                                 |                                    |         |               | 6            |      | – |
| Staffelstraße                     |           | Stuttgart-Mitte                           | Staffelstraße                                   | Schubartstraße                     |         |               | 5            |      | – |
| Stotzstraße                       |           | Stuttgart-Mitte                           | Stotzstraße                                     | Werastraße                         |         |               |              |      | – |
| Straußstaffel                     | offiziell | Stuttgart-Ost                             | Bussenstraße                                    | Hugo-Eckener-Straße                |         |               | 25           |      | David Friedrich Strauß (benannt 1925, Philosoph und Theologe aus Ludwigsburg) |
| Südheimer Platz                   |           | Stuttgart-Süd                             | Böblingerstraße                                 | Leonbergerstraße                   |         |               | 18           |      | – |
| Sünderstaffel                     | offiziell | Stuttgart-Mitte                           | Pfizerstraße                                    | Stafflenbergstraße                 | 259     | 116           | 42           |      | ehem. Restaurant zum Sünder (benannt 1893, Flurname Sünder) |
| Taubenstaffel                     | offiziell | Stuttgart-Süd                             | Böblinger Straße                                | Hohentwielstraße                   | 357     | 233           | 61           |      | Taube (benannt 1972, Vogelart) |
| Teehaus/Weißenburgpark            |           | Stuttgart-Süd                             | Biergarten Teehaus                              | Aussichtspunkt                     |         |               | 15           |      | – |
| Tiergartenweg                     |           | Stuttgart-Nord                            |                                                 |                                    | 36      |               | 9            |      | – |
| Untere Altenbergstaffel           |           | Stuttgart-Süd                             | Tulpenstraße                                    | Zellerstraße                       |         |               |              |      | |
| Viktor-Köchl-Weg                  |           | Stuttgart-Nord                            | Lenzhalde                                       | Feuerbacher Heide                  |         |               | 45           |      | – |
| Wächterstaffel                    | offiziell | Stuttgart-Mitte                           | Olgastraße                                      | Danneckerstraße                    |         |               | 32           |      | Eberhard von Wächter (benannt 1902, Maler) |
| Weinbergstaffel                   | offiziell | Stuttgart-Vaihingen                       | Weinbergweg                                     | Knappenweg                         |         |               | 39           |      | Weinberg (benannt 1975) |
| Wenzelstraße                      |           | Stuttgart-Mühlhausen                      |                                                 |                                    |         |               | 13           |      | – |
| Widmannweg                        |           | Stuttgart-West                            | Rotebühlstraße                                  | Reinsburgstraße                    |         |               |              |      | – |
| Wiederholdstaffel                 |           | Stuttgart-Nord                            | Wiederholdstraße                                | Relenbergstraße                    | 60      |               |              |      | – |
| Willy-Reichert-Staffel            | offiziell | Stuttgart-Süd                             | Hohenstaufen Straße                             | Karlshöhe                          | 407/408 | 210           | 78           |      | Willy Reichert (benannt 1976, Volksschauspieler und Humorist) |
| Witthohstaffel                    | offiziell | Stuttgart-Süd                             | Wannenstraße                                    | Rebenreute                         | 235     | 112           | 34           |      | Witthoh (benannt 1930, Höhenzug südlich von Tuttlingen) |
| Wullestaffel                      | offiziell | Stuttgart-Mitte                           | Mittlerer Schlossgarten                         | Kernerplatz                        | 111     | 94            | 18           |      | Ernst Wulle (benannt 1988, deutscher Unternehmer und Begründer einer Stiftung) |
| Zamenhofstaffel                   |           | Stuttgart-West                            | Herderstraße                                    | Zamenhofstraße                     |         |               |              |      | |